# いつかすべての閉ざされた扉が開かれる日まで
『いつかすべての閉ざされた扉が開かれる日まで』（ - とざされたとびらがひらかれるひ - ）は織田哲郎の8作目のオリジナル・アルバム。

## 内容
レコード会社移籍第一弾アルバム。
シングル「光と影の中で」が同日発売された。
トラック1、2にInstrumental楽曲が収録されているのがこれまでの作品と比べて異例となっており、落ち着いた楽曲を主に収録されている。
オリジナル・アルバムの中ではタイトルが一番長く、当時日本語の題名は初であった。

## 批評
CDジャーナルは「腰のすわったポップ・ミュージックを完成させている。大向う受けはしないが、じっくりと聴かせていく上質のポップス」と評した。

## 収録曲
| 全作詞: 織田哲郎（#1,2,9 を除く）、全作曲・編曲: 織田哲郎。 |                            |                           |            |      |
| #                                                           | タイトル                   | 作詞                      | 作曲・編曲 | 時間 |
| 1.                                                          | 「海へ〜（instrumental）」 | 織田哲郎（#1,2,9 を除く） | 織田哲郎   |      |
| 2.                                                          | 「〜郷愁（instrumental）」 | 織田哲郎（#1,2,9 を除く） | 織田哲郎   |      |
| 3.                                                          | 「光と影の中で」           | 織田哲郎（#1,2,9 を除く） | 織田哲郎   |      |
| 4.                                                          | 「夕凪」                   | 織田哲郎（#1,2,9 を除く） | 織田哲郎   |      |
| 5.                                                          | 「悲しみの向こう側」       | 織田哲郎（#1,2,9 を除く） | 織田哲郎   |      |
| 6.                                                          | 「八月の蒼い影」           | 織田哲郎（#1,2,9 を除く） | 織田哲郎   |      |
| 7.                                                          | 「陽ざしに包まれて」       | 織田哲郎（#1,2,9 を除く） | 織田哲郎   |      |
| 8.                                                          | 「夜想」                   | 織田哲郎（#1,2,9 を除く） | 織田哲郎   |      |
| 9.                                                          | 「逃亡（instrumental）」   | 織田哲郎（#1,2,9 を除く） | 織田哲郎   | 4:19 |
| 10.                                                         | 「閉ざされた道標」         | 織田哲郎（#1,2,9 を除く） | 織田哲郎   |      |
| 11.                                                         | 「君のもとへ帰るよ」       | 織田哲郎（#1,2,9 を除く） | 織田哲郎   |      |

## ミュージシャン
- 織田哲郎 - エレクトリック・ギター (3, 10, 11)、アコースティック・ギター (2)、クラシックギター (3, 4, 5, 7)、シンセサイザー (1, 2, 3, 4, 5, 6, 8, 9, 10, 11)
- 葉山たけし - エレクトリック・ギター (1, 5, 6, 10, 11)、ギター・シンセ (1)、シーケンス (1)、シンセサイザー&コンピュータ・プログラミング (1, 2, 3, 4, 5, 6, 8, 9, 10, 11)、エレクトリックベース (2)、シンセサイザー (5)、シンセサイザー・ベース (6)、ドラム・プログラミング (6)
- 村上"ポンタ"秀一 - ドラム (3, 9, 10, 11)
- 渡辺直樹 - フレットレスベース (1)
- 青木智仁 - フレットレスベース (4, 5, 11)
- Bobby Watson - フレットレスベース (7)、エレクトリックベース (9, 10, 11)
- 勝田一樹 - アルトサクソフォーン (5)
- 斎藤ノブ - パーカッション (6)
- 大儀見元 - ベルツリー (7)、パーカッション (10)
- 小島良喜 - アコースティックピアノ (7, 9)

## クレジット
- 長戸大幸 - エグセクティブ・プロデューサー
- 白柳龍一 - エグセクティブ・プロデューサー
- 海老原俊之 - ディレクター